# Festival international du court métrage de Busan
Le Festival international du court métrage de Busan (en coréen, 부산국제단편영화제 ; en anglais, Busan International Short Film Festival ou BISFF), est un festival annuel de court métrage qui se déroule à Busan, en Corée du Sud.

## Description
Le Festival international du court métrage de Busan (BISFF) fait partie des manifestations de cinéma importantes. Depuis 2018, les deux films primés à Busan sont qualifiés pour les Oscars.
En 2018, dix courts-métrages français, dont sept sont réalisés par des femmes participent à la compétition. Céline Devaux présente son film Gros Chagrin qui a reçu le Lion d’or de la Mostra de Venise.